# The Ace of Cads
The Ace of Cads é um filme de drama romântico produzido nos Estados Unidos e lançado em 1926. É atualmente considerado um filme perdido.